# Manuel Borja Calvar
Manuel Borja Calvar Simón (Vigo, Provincia de Pontevedra, Galicia,  España, 2 de abril de 1981), conocido como Capi, es un futbolista español. Juega de defensa, y su equipo actual es el Céltiga Fútbol Club, de la Tercera División de España.

## Clubes
| Club                                  | País   | Año       |
| ------------------------------------- | ------ | --------- |
| Celta de Vigo (categorías inferiores) | España | Año       |
| Ponte Ourense                         | España | 2002-2003 |
| Real Zaragoza B                       | España | 2003-2005 |
| Real Zaragoza                         | España | 2005-2006 |
| Real Murcia                           | España | 2006-2007 |
| Lorca Deportiva                       | España | 2006-2007 |
| UD Las Palmas                         | España | 2007-2008 |
| SD Ciudad de Santiago                 | España | 2008-2009 |
| Montañeros Club de Fútbol             | España | 2009-2012 |
| Club Deportivo Ourense                | España | 2012-2014 |
| Pontevedra C.F.                       | España | 2014-2017 |
| Céltiga F.C.                          | España | 2017-     |